# Robert Sandeman
Robert Sandeman (Perth, Escòcia, 29 d'abril, 1718 - Danbury, Connecticut, 2 d'abril, 1771) junt amb el seu sogre John Glas fou el difusor de la secta dels glasites. Només acabar els estudis abraçà amb entusiasme les idees religioses de John Glas, amb una filla del qual es casà més tard. Fou ministre a Perth, Dundee i Edimburg, el 1760 fundà a Londres una congregació i posteriorment es traslladà a Amèrica. El 1765 establí a Portsmouth (Nou Hampshire) la primera església de la seva secta, però més tard es feu sospitós a les autoritats a causa de la seva extremada lleialtat vers Anglaterra. Escrigué Letters on Theron and Aspasio (1757); Some Thoughts on Christianity (1764); The Honour of Marriage (1772).